# Arturo Mina
Arturo Rafael Mina Meza (Río Verde, 8 de outubro de 1990), é um futebolista equatoriano que atua como zagueiro. Atualmente, está sem clube.

## Títulos
River Plate
- Recopa Sul-Americana: 2016

### Prêmios individuais
- Equipe ideal da América de 2016